# Robert J. Shiller

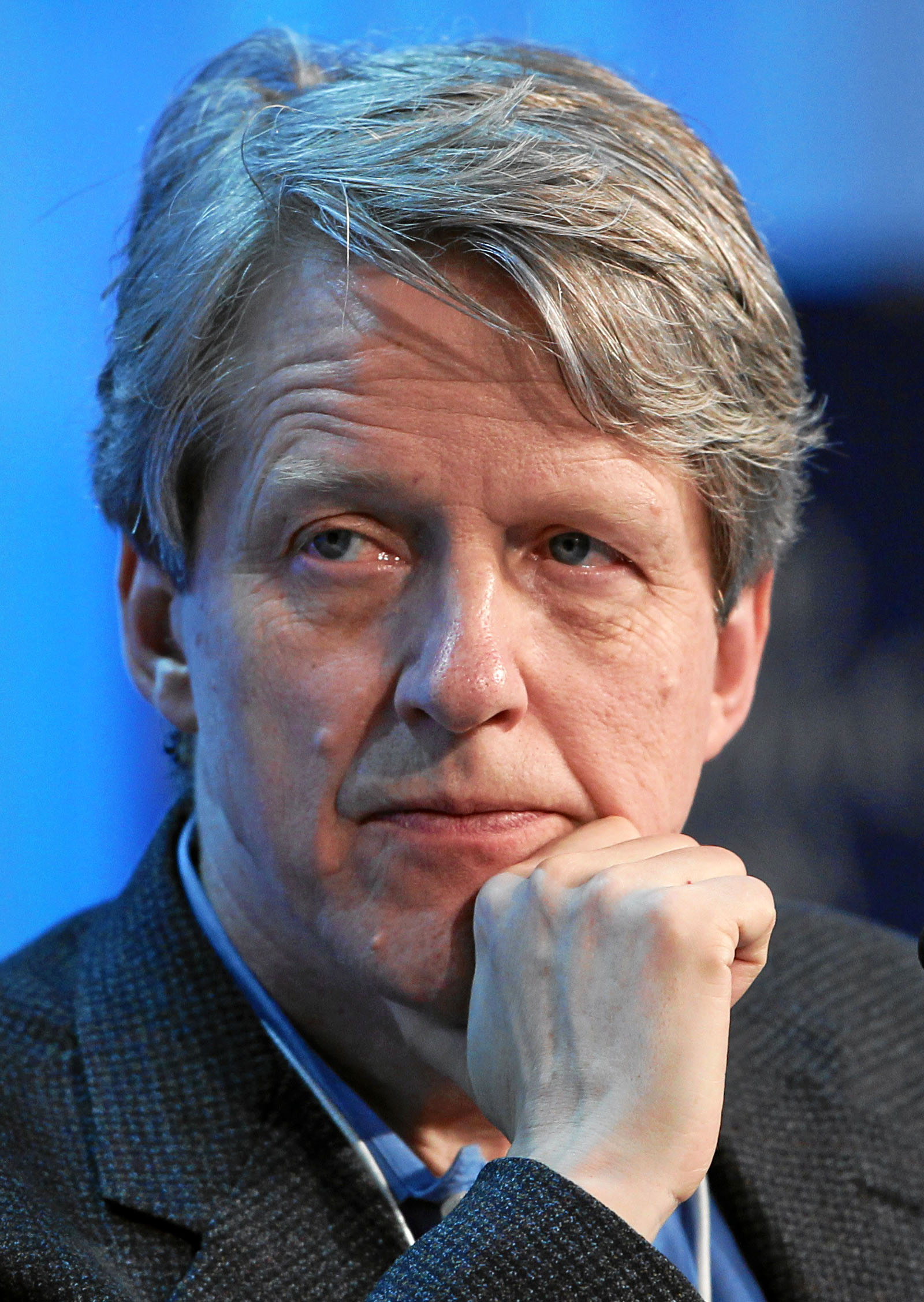
Shiller während des WEFs 2012

Robert James Shiller (* 29. März 1946 in Detroit) ist ein US-amerikanischer Ökonom und Professor für Wirtschaftswissenschaften an der Yale University. Er wurde 2013 – gemeinsam mit Lars Peter Hansen und Eugene Fama – mit dem Nobelpreis für Wirtschaftswissenschaften ausgezeichnet.

## Arbeit
Robert J. Shiller hat den Stanley B. Resor-Lehrstuhl für Wirtschaftswissenschaften inne und ist Fellow am internationalen Zentrum für Finanzwissenschaften der Yale University.
Seine wissenschaftliche Karriere begann mit seinem  Doktortitel 1972 am Massachusetts Institute of Technology.
In den 1980er Jahren entwickelte Robert J. Shiller zusammen mit Karl E. Case und Allan Weiss den Case-Shiller-Index, der die Entwicklung des US-amerikanischen Immobilienmarktes widerspiegelt. Der von Standard & Poor’s vertriebene Case-Shiller Home Price Index ist der führende Immobilienindex in den USA.
Sein im Jahr 2000 auf dem Höhepunkt der New-Economy-Euphorie erschienenes Buch „Irrationaler Überschwang“ (irrational exuberance) wurde zum Bestseller, die darin aufgestellten Thesen bewahrheiteten sich kurz darauf in der Baisse der Jahre bis 2003. Auch vor der ca. 2007 geplatzten Immobilienblase in den USA warnte er frühzeitig.
Shiller vertritt einen keynesianischen Ansatz, jedoch nicht in der seit John R. Hicks (1937) von allen Annahmen über die Unvernunft des Verhaltens der ökonomischen Akteure gereinigten Form. Er versucht irrationale Übertreibungen, Formen von Lemmingverhalten, aber auch den Spieltrieb der Akteure in die Analyse einzubeziehen und ist damit Mitbegründer der Verhaltensökonomik.

## Auszeichnungen

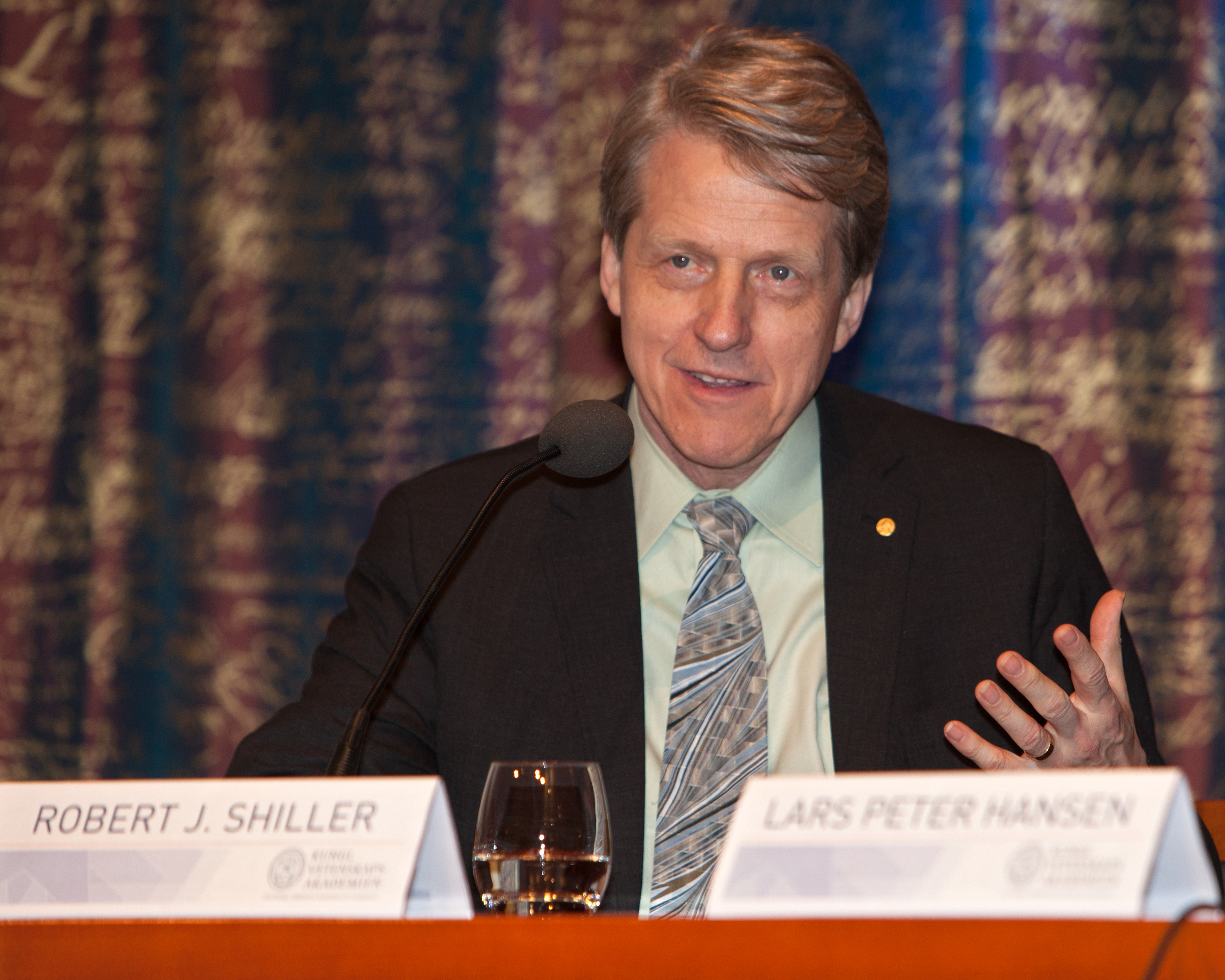
Shiller bei der Pressekonferenz zur Nobelpreisverleihung in Schweden im Dezember 2013

- 1996 Paul A. Samuelson Award für sein Buch Macro Markets: Creating Institutions for Managing Societys Largest Economic Risks
- 2009 Deutsche Bank Prize in Financial Economics des CFS (Center for Financial Studies)
- 2013 Alfred-Nobel-Gedächtnispreis für Wirtschaftswissenschaften mit Eugene Fama und Lars Peter Hansen „für ihre empirische Analyse von Kapitalmarktpreisen“
- 2018 Weltwirtschaftlicher Preis

## Mitgliedschaften
- 1980 assoziiertes Mitglied des National Bureau of Economic Research
- 1980 Fellow der Econometric Society[1]
- 1994 American Academy of Arts and Sciences
- 2003 American Philosophical Society

## Schriften (Auswahl)
- Irrational Exuberance. 3., erweiterte Auflage. Princeton University Press, Princeton 2015, ISBN 978-0-691-16626-1.
  - Irrationaler Überschwang. Warum eine lange Baisse an der Börse unvermeidlich ist. 2000.
- Die neue Finanzordnung. 2003.
- The Subprime Solution. 2008.
- mit George A. Akerlof: Animal Spirits. 2009.
- Finance and the Good Society. Princeton University Press, Princeton and Oxford 2012[2]
  - deutsch: Märkte für Menschen. So schaffen wir ein besseres Finanzsystem. Campus Verlag, Frankfurt am Main / New York City 2012, ISBN 978-3-593-39726-9.
- mit George Akerlof: Phishing for Phools. The Economics of Manipulation and Deception.
  - deutsch: Phishing for Fools. Manipulation und Täuschung in der freien Marktwirtschaft. Econ Verlag, 2016, ISBN 978-3-430-20206-0.
- Narrative economics : how stories go viral & drive major economic events. 2019.
  - deutsch: Narrative Wirtschaft. Wie Geschichten die Wirtschaft beeinflussen – ein revolutionärer Erklärungsansatz. Plassen, Kulmbach 2020, ISBN 978-3-86470-666-0.